# Ommatius politus
Ommatius politus är en tvåvingeart som beskrevs av Scarbrough och Marascia 2000. Ommatius politus ingår i släktet Ommatius och familjen rovflugor. Inga underarter finns listade i Catalogue of Life.